# The Cradle Will Fall
The Cradle Will Fall è un film televisivo del 1983 diretto da John Llewellyn Moxey e tratto dal romanzo La culla vuota di Mary Higgins Clark.

## Trama
In seguito ad un incidente stradale, Kathy DeMaio, giovane sostituto procuratore della città di Springfield, viene ricoverata al Westlake Hospital, dove crede di vedere un uomo caricare il cadavere di una donna nel bagagliaio di un'auto. In seguito viene ritrovato il corpo di Vangie Lewis e la procura, non credendo all'ipotesi del suicidio, si mette ad indagare. L'assassino della donna, il dottor Highley, temendo che la DeMaio possa identificarlo, organizza un diabolico piano per eliminarla.

## Produzione
Membri del cast della soap opera Sentieri hanno ripreso i loro ruoli in questo film televisivo.